# Clavipalpus variolosus
Clavipalpus variolosus är en skalbaggsart som beskrevs av Hermann Burmeister 1855. Clavipalpus variolosus ingår i släktet Clavipalpus och familjen Melolonthidae. Inga underarter finns listade i Catalogue of Life.